# Comuna Halsnæs
Halsnæs (Halsnæs Kommune) este o comună din regiunea Hovedstaden, Danemarca, cu o suprafață totală de 121,91 km².